# اریک گیل (بازیکن فوتبال)
اریک گیل (انگلیسی: Eric Gill؛ زادهٔ ۳ نوامبر ۱۹۳۰) بازیکن فوتبال اهل بریتانیا است.
از باشگاه‌هایی که در آن بازی کرده‌است می‌توان به باشگاه فوتبال تونبریج آنجلز اشاره کرد.